# Fonthill Castle (New York)

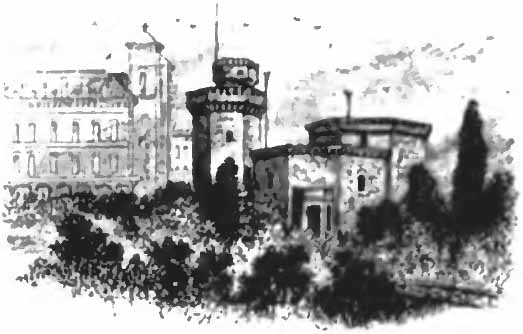
Fonthill Castle, Illustration, um 1900

Fonthill Castle ist die Nachbildung einer Burg im Stil der Neugotik am Ufer des Hudson River im New Yorker Stadtbezirk Bronx.

## Geschichte
Auf dem Höhepunkt seiner Künstlerlaufbahn ließ der US-amerikanische Shakespeare-Schauspieler Edwin Forrest die Burg, bestehend aus sechs oktogonalen gotischen Türmen aus grauem, fachmännisch behauenem Naturstein, bis 1852 als Landsitz für sich und seine Gattin Catherine Norton Sinclair (1817–1891) erbauen, nachdem die Gegend durch die Mohawk and Hudson Railroad verkehrlich gut an New York angebunden worden war. Der Name des Anwesens ist von dem in der südwestenglischen Grafschaft Wiltshire gelegenen, ebenfalls neugotischen Landsitz Fonthill Abbey abgeleitet, mit dem sich Forrest auf einer Reise vertraut gemacht haben dürfte. Der Entwurf des Gebäudes wird dem Architekten Thomas C. Smith zugeschrieben, gleichwohl legen Skizzen im Nachlass von Alexander Jackson Davis nahe, dass jener zumindest am Entwurf beteiligt gewesen ist. Als Inspirationsquellen für das Gebäude und sein landschaftliches Setting werden die New Yorker Bühnenbilder von Shakespeare-Stücken und der Essay on American Scenery (1835) von Thomas Cole genannt, eines New Yorker Architekten und Malers der Hudson River School.
Da das Schauspielerehepaar sich bereits 1851 hatte scheiden lassen und Edwin Forrest das Gebäude selbst kaum mehr nutzte, wurde es 1856 an die Kongregation der katholischen Sisters of Charity of New York veräußert, die dorthin ihr College of Mount Saint Vincent verlegte, weil dessen Altstandort durch die Anlage des Central Parks überplant worden war. Seither diente die Burg als Bibliotheksgebäude des College. 1942 wurde die Burg zur Elizabeth Seton Library, 1969 wurde in ihr die Zulassungsstelle der Schule eingerichtet. 1966 stellte die Landmarks Preservation Commission das Objekt, das zu den Beispielen US-amerikanischer Burgenromantik zu zählen ist, unter Denkmalschutz. 1980 wurde es in das National Register of Historic Places übernommen.